# إليجاه بيتس
إليجاه بيتس (بالإنجليزية: Elijah Pitts) هو لاعب كرة قدم أمريكية أمريكي، ولد في 3 فبراير 1938 في ماي فلاور في الولايات المتحدة، وتوفي في 10 يوليو 1998 في بوفالو في الولايات المتحدة بسبب سرطان المعدة.

## وصلات خارجية
- إليجاه بيتس على موقع مرجع كرة القدم المحترفة.كوم (الإنجليزية)
- إليجاه بيتس على موقع IMDb (الإنجليزية)